# 新维德战役
新维德戰役發生於1797年4月18日，是第一次反法同盟中的一場戰役，路易·拉扎爾·奧什率領的法國桑布爾-默茲軍團擊敗了神聖羅馬帝國的軍隊。
法軍的進攻出奇不意並成功突破了敵軍的防線，帝國軍隊傷亡慘重。同一天義大利軍團總司令拿破崙·波拿巴與奧地利簽署萊奧本條約，法軍與奧地利部分停戰。